# 세미콜론 (출판사)
세미콜론은 대한민국의 출판사이다. 사이언스북스에서 만든 시각문화 전문 출판 브랜드로 2005년 설립되었다.

## 주요 도서

### 만화
- 백성귀족
- AKIRA
- 삼별초
- 자학의 시

### 요리
- 실버 스푼

### 예술/디자인서
- 1900년 이후의 미술사